# كيفان سميث
كيفان سميث (بالإنجليزية: Kevan Smith)‏ (13 ديسمبر 1959 في المملكة المتحدة - ) هو لاعب كرة قدم بريطاني في مركزي قلب الدفاع والدفاع. لعب مع سلايما واندريرز وكوفنتري سيتي ونادي روذرهام يونايتد ونادي هيرفورد ونادي يورك سيتي وويتبي تاون ‏ ودارلينجتون إف سى.

## وصلات خارجية
- كيفان سميث على موقع قاعدة بيانات كرة القدم.إي يو (الإنجليزية)